# Don Iwerks
Donald Warren Iwerks (* 24. Juli 1929 in Dallas, Texas) ist ein US-amerikanischer Unternehmer. Er ist zusammen mit Stan Kinsey Mitbegründer von Iwerks Entertainment.

## Leben
Don Iwerks ist der Sohn des Animators Ub Iwerks, der zusammen mit Walt Disney begann und mit diesem zusammen Mickey Maus und Oswald der lustige Hase erschuf.
1950 startete Iwerks als Techniker für The Walt Disney Company. Kurz nachdem er anfing, wurde er im Koreakrieg eingesetzt, wo er zwei Jahre im Signal Photo Corps diente. 1954 war er Kameratechniker für den Film 20.000 Meilen unter dem Meer von Richard Fleischer. Von da an begann er mehr als 30 Jahre lang technische Neuerungen für Disney zu entwickeln. Von ihm stammen die 360°-Filmtechniken sowie eine 360°-Kamera. Er entwickelte auch Circle-Vision 360°, ein Filmformat für einen Rundumfilm. Der erste dieser Art war America the Beautiful, der 1958 auf der Expo 58 in Brüssel seine Premiere hatte. Er lief ab 1960 in Disneyland sowie von 1971 bis 1984 im Magic Kingdom.
1978 entwickelte er bei Disney gemeinsam mit David Inglish, Bob Otto und David Snyder das Automatic Camera Effects System (ACES).
1985 verließ Iwerk Walt Disney und gründete zusammen mit Stan Kinsey Iwerks Entertainment, ein Unternehmen im Bereich von Projektionsfilmen, besonderen Attraktionen und Fahrgeschäften sowie Virtuellen Realitäten.
Iwerks wurde am 23. März 1998 mit seinem ersten Oscar ausgezeichnet. Er erhielt den Gordon E. Sawyer Award, der unregelmäßig für besondere Leistungen im wissenschaftlich-technischen Bereich der Filmindustrie verliehen wird. 2009 wurde er als Disney Legend geehrt und erhielt zusammen mit seinem Vater ein Fenster auf der Main Street, USA im Magic Kingdom mit dem Titel „Iwerks & Iwerks Stereoscopic Cameras“.
2019 veröffentlichte Iwerks ein Buch über seinen Vater unter dem Titel Walt Disney's Ultimate Inventor: The Genius of Ub Iwerks.

## Privatleben
Seine Tochter Leslie Iwerks wurde Dokumentarfilmerin und drehte Recycled Life, der 2006 für den Oscar nominiert war.

## Werke
- Don Iwerks: Walt Disney's Ultimate Inventor: The Genius of Ub Iwerks. First hardcover edition Auflage. Disney Editions, Los Angeles 2019, ISBN 978-1-4847-4337-9 (englisch).